# 内田信号場
内田信号場（うちだしんごうじょう）は、かつて福岡県田川郡赤村大字内田にあった、九州旅客鉄道（JR九州）田川線の信号場である。1989年（平成元年）10月1日に廃止となった。

## 歴史
- 1954年（昭和29年）4月20日：日本国有鉄道（国鉄）の信号場として開業。
- 1987年（昭和62年）4月1日：国鉄分割民営化に伴い、九州旅客鉄道が継承。
- 1989年（平成元年）10月1日：平成筑豊鉄道への転換と同時に廃止。

## 隣の駅
九州旅客鉄道（JR九州）
田川線
油須原駅 - 内田信号場 - 勾金駅